# Gauliga Niederschlesien 1943/44
De Gauliga Niederschlesien 1943/44 was het tweede voetbalkampioenschap van de Gauliga Niederschlesien. Vanwege de verwikkelingen in de Tweede Wereldoorlog werd de Gauliga nog verder onderverdeeld in drie regio's waarvan de groepswinnaars elkaar bestreden. In het district Breslau waren er twee reeksen, de groepswinnaars van Liegnitz en Görlitz bekampten elkaar voor een ticket in de eindronde en de winnaar van de groep Bergland was ook geplaatst. 
STC Hirschberg werd kampioen en plaatste zich voor de eindronde om de Duitse landstitel. De club schakelde eerst BSG SDW Posen uit en werd dan met 0-5 door First Vienna FC uit de eindronde gekegeld. 

## Voorronde

### Breslau

#### Groep A
| Plaats | Club                            | Wed. | W | G | V | Saldo | Ptn   |
| ------ | ------------------------------- | ---- | - | - | - | ----- | ----- |
| 1.     | SC Vorwärts Breslau             | 8    | 7 | 0 | 1 | 17:14 | 14:02 |
| 2.     | Viktoria 1895 Breslau           | 8    | 6 | 0 | 2 | 22:13 | 12:04 |
| 3.     | LSV Reinecke Brieg              | 8    | 4 | 0 | 4 | 22:10 | 08:08 |
| 4.     | SC Minerva-Rasenfreunde Breslau | 8    | 2 | 0 | 6 | 13:25 | 04:12 |
| 5.     | Breslauer FV 06                 | 8    | 1 | 0 | 7 | 07:19 | 02:14 |

|  | Finale Breslau |

#### Groep B
| Plaats | Club                        | Wed. | W | G | V | Saldo | Ptn   |
| ------ | --------------------------- | ---- | - | - | - | ----- | ----- |
| 1.     | Breslauer SpVg 02           | 10   | 8 | 1 | 1 | 41:10 | 17:03 |
| 2.     | KSG Hertha/Immelman Breslau | 10   | 7 | 2 | 1 | 33:07 | 16:04 |
| 3.     | SC Alemannia Breslau        | 10   | 5 | 1 | 4 | 18:20 | 11:09 |
| 4.     | VSV Union Wacker 08 Breslau | 10   | 4 | 1 | 5 | 21:39 | 09:11 |
| 5.     | VfB Breslau                 | 10   | 1 | 2 | 7 | 10:28 | 04:16 |
| 6.     | Reichsbahn SG Oels          | 10   | 1 | 1 | 8 | 06:25 | 03:01 |

|  | Finale Breslau |

#### Finale Breslau
Heen
|                 |                   |       |                     |         |
| 23 januari 1944 | Breslauer SpVg 02 | 8 – 0 | SC Vorwärts Breslau | Breslau |
| 23 januari 1944 |                   |       |                     | Breslau |

Terug
|                 |                     |       |                   |         |
| 6 februari 1944 | SC Vorwärts Breslau | 0 – 4 | Breslauer SpVg 02 | Breslau |
| 6 februari 1944 |                     |       |                   | Breslau |

### Liegnitz/Görlitz

#### Groep Liegnitz
| Plaats | Club                   | Wed.           | W              | G              | V              | Saldo          | Ptn            |
| ------ | ---------------------- | -------------- | -------------- | -------------- | -------------- | -------------- | -------------- |
| 1.     | Wehrmacht SV Liegnitz  | 10             | 10             | 0              | 0              | 49:07          | 20             |
| 2.     | LSV Lüben              | 10             | 8              | 0              | 2              | 59:18          | 16:04          |
| 3.     | TuSpo Liegnitz         | 10             | 6              | 0              | 4              | 22:27          | 12:08          |
| 4.     | SC Jauer               | 9              | 2              | 1              | 6              | 13:33          | 05:13          |
| 5.     | LSV Sprottau           | 10             | 1              | 1              | 8              | 17:37          | 03:17          |
| 6.     | TSV Schlesien Haynau   | 9              | 1              | 0              | 8              | 06:44          | 02:16          |
| 7.     | SC Preußen 1911 Glogau | Teruggetrokken | Teruggetrokken | Teruggetrokken | Teruggetrokken | Teruggetrokken | Teruggetrokken |
| 8.     | SG Liegnitz            | Teruggetrokken | Teruggetrokken | Teruggetrokken | Teruggetrokken | Teruggetrokken | Teruggetrokken |

|  | Finale Görlitz/Liegnitz |

#### Groep Görlitz
| Plaats | Club                | Wed. | W | G | V | Saldo | Ptn   |
| ------ | ------------------- | ---- | - | - | - | ----- | ----- |
| 1.     | STC Hirschberg      | 10   | 7 | 2 | 1 | 46:50 | 16:04 |
| 2.     | SV Hoyerswerda 1919 | 9    | 5 | 2 | 2 | 23:15 | 12:06 |
| 3.     | LSV Görlitz         | 10   | 5 | 1 | 4 | 27:23 | 11:09 |
| 4.     | STC Görlitz         | 10   | 4 | 2 | 4 | 27:25 | 10:10 |
| 5.     | KSG Lauban          | 9    | 2 | 2 | 5 | 19:28 | 06:12 |
| 6.     | LSV Kittlitztreben  | 10   | 1 | 1 | 8 | 12:48 | 03:01 |

|  | Finale Görlitz/Liegnitz |

#### Finale Liegnitz/Görlitz
Heen
|                |                       |       |                |          |
| 9 januari 1944 | Wehrmacht SV Liegnitz | 2 – 1 | STC Hirschberg | Liegnitz |
| 9 januari 1944 |                       |       |                | Liegnitz |

Terug
|                 |                |       |                       |            |
| 16 januari 1944 | STC Hirschberg | 4 – 3 | Wehrmacht SV Liegnitz | Hirschberg |
| 16 januari 1944 |                |       |                       | Hirschberg |

Beslissende wedstrijd
|                 |                       |       |                |         |
| 6 februari 1944 | Wehrmacht SV Liegnitz | 1 – 3 | STC Hirschberg | Breslau |
| 6 februari 1944 |                       |       |                | Breslau |

### Bergland
| Plaats | Club                            | Wed.           | W              | G              | V              | Saldo          | Ptn            |
| ------ | ------------------------------- | -------------- | -------------- | -------------- | -------------- | -------------- | -------------- |
| 1.     | DSVgg 1911 Schweidnitz          | 16             | 12             | 2              | 2              | 56:28          | 26:06          |
| 2.     | SV Preußen Waldenburg-Altwasser | 16             | 9              | 4              | 3              | 59:31          | 22:10          |
| 3.     | VfB Glatz                       | 15             | 7              | 2              | 6              | 55:33          | 16:14          |
| 4.     | Reichsbahn SG Dittersbach       | 13             | 6              | 1              | 6              | 37:33          | 13:13          |
| 5.     | SV Silesia Freiburg             | 14             | 5              | 3              | 6              | 29:36          | 13:15          |
| 6.     | SV Germania Weißstein           | 13             | 5              | 2              | 6              | 16:33          | 12:14          |
| 7.     | Waldenburger SV 1909            | 14             | 5              | 2              | 7              | 39:40          | 12:16          |
| 8.     | SV Sportfreunde Neurode         | 15             | 3              | 3              | 9              | 36:60          | 09:21          |
| 9.     | SC Rot-Weiß Striegau            | 14             | 2              | 3              | 9              | 19:52          | 07:21          |
| 10.    | NSTG Gottesberg                 | Teruggetrokken | Teruggetrokken | Teruggetrokken | Teruggetrokken | Teruggetrokken | Teruggetrokken |

DSV Schweidnitz en LSV Richthofen Schweidnitz fuseerden tot DSVgg 1911 Schweidnitz.
|  | Geplaatst voor de eindronde |

## Eindronde
| Plaats | Club                   | Wed. | W | G | V | Saldo | Ptn.  |
| ------ | ---------------------- | ---- | - | - | - | ----- | ----- |
| 1.     | STC Hirschberg         | 4    | 4 | 0 | 0 | 21:04 | 08:00 |
| 2.     | Breslauer SpVgg 02     | 4    | 2 | 0 | 2 | 11:10 | 04:04 |
| 3.     | DSVgg 1911 Schweidnitz | 4    | 0 | 0 | 4 | 02:20 | 00:08 |